# Jesper Kyd
Jesper Kyd Jakobson (nascido em 3 de fevereiro, 1972) é um compositor dinamarquês de trilhas sonoras para jogos eletrônicos, programas de televisão e filmes. Ele compôs trilhas sonoras para Assassin's Creed,  Hitman, Borderlands e Darksiders II. Suas composições usam orquestra, coro, manipulações acústicas e paisagens sonoras eletrônicas.[carece de fontes?]

## Trabalhos
Kyd compôs música para diversas formas de mídias visuais e não-visuais:

### Jogos eletrônicos
- 2022 - Warhammer: Darktide
- 2018 - Warhammer: Vermintide 2
- 2015 - Warhammer: End Times – Vermintide
- 2012 - Hitman: Absolution
- 2012 - Borderlands 2
- 2012 - Darksiders II
- 2012 - Heroes and Generals
- 2012 - Soulcalibur V (criou um remix da faixa "Venice Rooftops" de Assassin's Creed II)
- 2011 - Forza Motorsport 4
- 2011 - Assassin's Creed: Revelations (com Lorne Balfe)
- 2010 - Assassin's Creed: Brotherhood[1]
- 2009 - Assassin's Creed II
- 2009 - Borderlands
- 2008 - The Chronicles of Spellborn
- 2008 - The Club (tema principal)
- 2007 - Assassin's Creed
- 2007 - Unreal Tournament 3 (com Rom Di Prisco)
- 2007 - Kane & Lynch: Dead Men
- 2006 - Hitman: Blood Money
- 2006 - Gears of War (música conceitual)
- 2005 - Tom Clancy's Splinter Cell: Chaos Theory (cinematografia)
- 2004 - Dance Dance Revolution ULTRAMIX 2 (canções .59 -remix-, Istanbul café, e Red Room)[2]
- 2004 - Robotech: Invasion
- 2004 - Hitman: Contracts
- 2004 - McFarlane's Evil Prophecy
- 2003 - Freedom Fighters
- 2003 - Brute Force
- 2002 - Hitman 2: Silent Assassin
- 2002 - Minority Report: The Video Game
- 2001 - Shattered Galaxy
- 2001 - The Nations: Alien Nations 2
- 2000 - Hitman: Codename 47
- 2000 - Messiah
- 2000 - MDK2
- 2000 - Soldier (não lançado)
- 1999 - Time Tremors
- 1996 - Scorcher
- 1996 - Amok
- 1995 - Adventures of Batman and Robin
- 1994 - Red Zone
- 1993 - Sub-Terrania
- 1993 - AWS Pro Moves Soccer
- 1989 - USS John Young

### Filmes
- 2010 - A Perfect Soldier
- 2008 - Staunton Hill
- 2007 - La Passion de Jeanne d'Arc (1928, nova trilha)
- 2006 - Sweet Insanity
- 2003 - Night All Day
- 2002 - Pure
- 2002 - Death of a Saleswoman

### Curta-metragens
- 2011 - Somnolence
- 2010 - The Auctioneers
- 2006 - Virus
- 2006 - Impulse
- 2003 - Cycle
- 2002 - Pure
- 2002 - Paper Plane Man
- 2002 - Day Pass
- 2001 - Going with Neill
- 2001 - The Lion Tamer
- 2000 - Organizm

### Séries de TV
- 2012 - Métal Hurlant Chronicles
- 2009 - The Resistance

### Trailers
- Game of Thrones
- Conan, o Bárbaro
- Assassin's Creed - trailer de TV de lançamento
- Assassin's Creed - trailer de TV do cello
- Assassin's Creed - trailer da E3
- Gears of War - trailer da E3
- V de Vingança
- Hitman: Blood Money - trailers de TV
- Hitman: Contracts - trailers de TV
- Hitman 2: Silent Assassin - trailers de TV
- Freedom Fighters - trailers de TV

## Entrevistas
- «Entrevista na Nerd Reactor» (em inglês)
- «Entrevista na Tracksounds» (em inglês)
- «Entrevista na SoundtrackNet» (em inglês)
- «Entrevista na Go! Game Music» (em inglês)
- «Entrevista na BSOSpirit» (em inglês)
- «Entrevista na SpelMusik» (em inglês)
- «Entrevista na Amiga Music Preservation» (em inglês)
- «Entrevista na DVD.Reviewer sobre o trabalho de Jesper Kyd em Staunton Hill» (em inglês)
- «Entrevista na GameStar.ru» (em inglês)